# Gordon Tullock

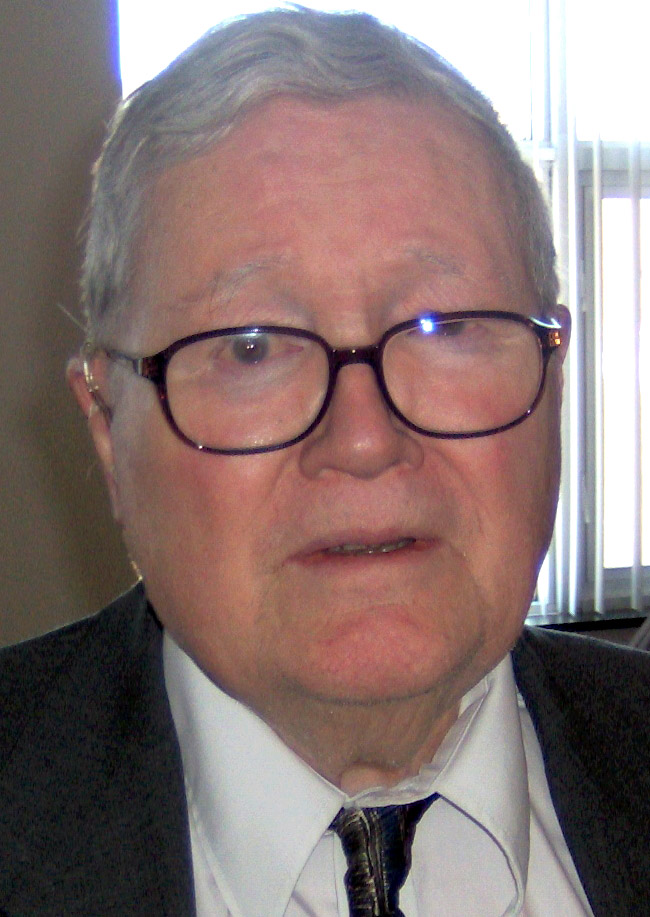
Gordon Tullock

Gordon Tullock, född 13 februari 1922 i Rockford, Illinois, död 3 november 2014 i Des Moines, Iowa, var en amerikansk nationalekonom. Han var professor vid juridiska institutionen vid George Mason University i Fairfax, Virginia. 
Tullock avlade doktorsexamen i juridik vid University of Chicago 1947 och utnämndes till hedersdoktor (fil dr) vid samma universitet 1994. Hans huvudsakliga verksamhetsområde var rättsekonomi (law and economics). Tullock var, tillsammans med James Buchanan, ledande i utvecklingen av public choice-skolan, mest känd genom boken The Calculus of Consent (1962). Tullock är upphovsman till begreppet rent-seeking.
Tullock var hedersmedlem i American Economic Association och var mellan 1966 och 1990 redaktör för den akademiska tidskriften Public Choice. 